# Classe Nampo
La classe Nampo (coréen : 남포급 기뢰부설함) est une classe de mouilleur de mines de lutte anti-sous-marine de la marine de la république de Corée (ROKN).

## Historique
Une seule unité est désormais en service le ROKS Nampo (MLS-570) qui a été lancé le 27 mai 2015 et mis en service en 2017. Quatre ou cinq unités devraient suivre.
La construction de la classe est basée sur les frégates de classe Incheon. 